# 左 (イラストレーター)
左（ひだり、1980年5月28日 - ）は、日本のイラストレーター。神奈川県横浜市出身。
ペンネームの由来は、左利きであることから。19歳でデビュー。

## 主な作品

### 小説の表紙・挿絵
- 浪漫探偵・朱月宵三郎（新城カズマ・著、富士見ミステリー文庫） 全2巻
- 嘘つきみーくんと壊れたまーちゃん（入間人間・著、電撃文庫） 全10巻、短編1巻
- シルバーレイン アーリーデイズ（友野詳・著、ファミ通文庫） 既刊2巻
- ささみさん@がんばらない（日日日・著、ガガガ文庫）既刊11巻
- 多摩湖さんと黄鶏くん（入間人間・著、電撃文庫）
- 戦闘破壊学園ダンゲロス（架神恭介・著、Powers BOX）
- エンドブレイカー! 真の終焉へ導く者（藤澤さなえ・著、朝日ノベルズ）
- 昨日は彼女も恋してた（入間人間・著、メディアワークス文庫）
- 明日も彼女は恋をする（入間人間・著、メディアワークス文庫）
- サンタ・カンパニー（福島直浩・作、糸曽賢志・原案、ポプラポケット文庫）
- 虹色エイリアン（入間人間・著、電撃文庫）
- Elysion 二つの楽園を廻る物語（Sound Horizon・原作、十文字青・著、角川書店） 上下巻
- シュレディンガーの猫探し（小林一星・著、ガガガ文庫）

### テーブルトークRPG
- シルバーレインRPG（安道やすみち&グループSNE・著、友野詳&上村大・監修 / イメージイラスト担当） 基本セット+サプリメント3種
- エンドブレイカー!（グループSNE）

### コンピュータゲーム
- Remember11 -the age of infinity-（KID / キャラクターデザイン担当）
- 雪語り（Tetra / キャラクターデザイン担当）
- Stay ～あなたのとなりに～（Ocarina / 一部キャラクターデザイン担当）
- CroXino -クロシーノ-（ジークレスト / イメージイラスト担当）
- 翔べ!舞羽高校演劇部（スクウェア・エニックス / キャラクターデザイン担当）
- 拡散性ミリオンアーサー（スクウェア・エニックス / 一部カードイラスト担当）
- アーシャのアトリエ 〜黄昏の大地の錬金術士〜（ガスト / キャラクターデザイン担当）
- エスカ&ロジーのアトリエ 〜黄昏の空の錬金術士〜（ガスト / キャラクターデザイン担当）
- 討鬼伝（コーエーテクモゲームス / キャラクターデザイン担当）
- シャリーのアトリエ 〜黄昏の海の錬金術士〜（ガスト / キャラクターデザイン担当）
- シヴィライゼーション レボリューション2+（2K Games / 一部キャラクターデザイン担当[4]）
- Fate/Grand Order（TYPE-MOON / 一部キャラクターデザイン担当）
- ファイアーエムブレム Echoes もうひとりの英雄王（任天堂 / キャラクターデザイン担当）
- ファイアーエムブレム ヒーローズ（任天堂 / 一部キャラクターデザイン担当）
- Fate/Samurai Remnant（コーエーテクモゲームス・TYPE-MOON / 一部キャラクター原案担当）

### CDジャケット
特記なき場合EXIT TUNESからの発売。
- 初音ミクの消失（cosMo@暴走P）
- EXIT TUNES PRESENTS Vocalonexus feat.初音ミク（ボカロコンピシリーズ）
- EXIT TUNES PRESENTS GUMism from Megpoid（コンピレーション）
- EXIT TUNES PRESENTS 煌百花繚乱舞踏会 feat. 神威がくぽ from がくっぽいど（コンピレーション）
- thE2（同人音楽作品、Diverse System）
- EXIT TUNES PRESENTS Vocalonation feat.初音ミク（ボカロコンピシリーズ）
- EXIT TUNES PRESENTS Vocalodream feat.初音ミク（ボカロコンピシリーズ）
- Glitter / 神巫詞（通常盤）（森永真由美）
- EXIT TUNES PRESENTS Vocaloconnection feat.初音ミク（ボカロコンピシリーズ）
- 星ノ少女ト幻奏楽土（cosMo@暴走P）
- EXIT TUNES PRESENTS Vocalosensation feat.初音ミク（ボカロコンピシリーズ）
- ハロウィンと朝の物語（Sound Horizon・ポニーキャニオン）

### アニメ
- フラクタル（キャラクター原案）
- 俺の妹がこんなに可愛いわけがない（第4話EDイラスト）
- アスタロッテのおもちゃ!（第10話アイキャッチイラスト）
- 夏色キセキ（キャラクター原案[5]）
- 神巫詞（企画原案・キャラクターデザイン・総作画監督）
- ビビッドレッド・オペレーション（コンセプトデザイン）
- ささみさん@がんばらない（第12話エンドカード）
- エスカ&ロジーのアトリエ 〜黄昏の空の錬金術士〜（第12話エンドカード）
- ご注文はうさぎですか??（第10話エンドカード）
- サンタ・カンパニー（キャラクター原案[6]）
- ブブキ・ブランキ（第11話エンドカード）
- Room Mate〜One Room side M〜（キャラクター原案）
- Just Because!（タイトル・サブタイトルデザイン[7]）
- Phantom in the Twilight（キャラクター原案）
- 荒野のコトブキ飛行隊（メインキャラクター原案）
- がんばれ同期ちゃん（第9話エンドカード）
- SI-VIS: The Sound of Heroes（キャラクター原案）[8]

### その他のイラスト
- ちまみれマイ・らぶ（キャラクター原案、コミックアニメーション作品）
- 季刊GELATIN 2011 春（ワニマガジン社 / 表紙担当）
- おんなのこデータベース2008（ジャイブ / 表紙担当）
- マクロス ザ・ミュージカルチャー（ミュージカル / キャラクターデザイン）
- ローソン×伊藤園×VOCALOID 「VOCALAWSON」キャンペーン（ローソン / キャンペーン用イラスト）
- VOCALOID™3 Library MAYU（エグジットチューンズ / キャラクターデザイン＆イラスト）
- 不思議の国のアリス カレンダー 2013年（アマゾン / 表紙担当）
- 鳴野みくす(キャラクターデザイン)